# Leonella Sgorbati
Blahoslavená Leonella Sgorbati, I.S.M.C. (vlastním jménem: Rosa Maria; 9. prosince 1940, Gazzola – 17. září 2006, Mogadišu) byla italská římskokatolická řeholnice kongregace Sester misionářek od Utěšitelky a mučednice. Katolická církev ji uctívá jako blahoslavenou.

## Život
Narodila se 9. prosince 1940 v Gazzole jako nejmladší ze tří dětí Carla Sgorbatiho a Giovanniny Teresy, roz. Vigilini. Pokřtěna byla hned po narození v kostele svatého Savia.
Dne 9. října 1950 se rodina přestěhovala do Milána. Její otec zemřel o rok později. Už v rané pubertě toužila po misionářské práci, ale její matka jí přesvědčila, aby s rozhodnutím počkala do 20 let. Dne 5. května 1963 vstoupila ke kongregaci Sester misionářek od Utěšitelky v San Fre. V listopadu 1972 složila věčné sliby a přijala jméno Leonella.
Od roku 1966 studovala zdravotnictví a stala se zdravotní sestrou. Studium dokončila o dva roky později. V září roku 1970 byla vyslána do Keni, kde pracovala v Nemocnici Mathari v Nyeri a poté v Nazaretské nemocnici v Kiambu. Roku 1985 začala učit budoucí zdravotní sestry v Nkubu nemocnici v Meru. V letech 1993–1999 byla regionální představenou kongregace v Keni.
Roku 2001 začala pracovat na spojení Školy Hermanna Gmeinera s nemocnicí SOS dětské vesničky v Mogadišu.
Roku 2006 po cestě z Itálie měla problémy dostat se zpět do Mogadišu, jelikož město převzaly Islámské soudy. Dne 13. září se ji podařilo dostat zpět do nemocnice.
Sestra Leonella a její strážce a řidič Mohamed Osman Mahamud, otec čtyř dětí, byli zavraždeni 17. září 2006 muslimy, což byla odveta za použití 600 let starých slov v přednášce papeže Benedikta XVI. Cítát použitý papežem pochází od byzantského císaře Manuela II. Palaiologose a poukazuje na krutost a zbytečnost Islámské víry.

## Proces blahořečení
Proces blahořečení byl zahájen roku 2013 v diecézi Mogadišu.
Dne 8. listopadu 2017 uznal papež František její mučednictví. Blahořečena byla 26. května 2018.